# Volksbank Clarholz-Lette-Beelen
Die Volksbank Clarholz-Lette-Beelen eG war ein Zusammenschluss zweier ehemals selbstständiger Genossenschaftsbanken in den Orten Clarholz, Kreis Gütersloh und Lette einerseits und Beelen, Kreis Warendorf andererseits. Lette hatte keine eigene Genossenschaftsbank, sondern hat sich frühzeitig zur am 1. November 1903 gegründeten Spar- und Darlehnskasse Clarholz orientiert. Seit 1934 stellte Lette ein, seit 1946  (bis 1951) und dann ab 1962 zwei Mitglieder im Aufsichtsrat der Spar- und Darlehnskasse Clarholz (Bernhard Westarp 1934–1941, Heinrich Spliethoff 1941–1951, Heinrich Menke 1946–1978, Josef Maibaum 1962–1990, Anton Schmitfranz 1978–2003, Heinz Besselmann 1991–2003). Heinrich Spliethoff (seit 1941 im Aufsichtsrat) wurde 1951 in den Vorstand berufen und war von 1975 bis 1979 dessen Vorsitzender.
Die Umbenennung von Spar- und Darlehnskasse Clarholz-Lette in Volksbank Clarholz-Lette erfolgte 1980.
Im Jahr 2010 erzielte sie eine Bilanzsumme von 202,317 Mio. Euro. 48 Mitarbeiter waren in drei Geschäftsstellen tätig.
Rückwirkend zum 1. Januar 2012 erfolgte eine Fusion mit der Volksbank Harsewinkel eG zur neuen Volksbank im Ostmünsterland eG.